# نیدرهورباخ
نیدرهورباخ (به آلمانی: Niederhorbach) یک شهر در آلمان است که در زودلیشه واینشتراسه واقع شده‌است. نیدرهورباخ ۴۹۷ نفر جمعیت دارد.